# 单献公
单献公（？—前535年），春秋时期单国国君，姬姓，单氏，名蔑。王儋季的儿子儋括想立王子佞夫为王，而不是王子贵（周景王，当时太子晋王子乔已死）。鲁襄公三十年（前543年）五月癸巳，周灵王驾崩後，尹言多、刘定公毅、单献公蔑、甘悼公过、巩简公成杀死儋括支持的王子佞夫。书曰“天王杀其弟佞夫。”鲁昭公七年（前535年），单献公弃亲用羁。冬十月辛酉，单襄公、单顷公的族人杀单献公而立单成公。
| 前任： 单靖公 | 单国国君 —前535年 | 繼任： 单成公 |